# Reprezentacja Nepalu w piłce nożnej mężczyzn
Reprezentacja Nepalu w piłce nożnej (nep. नेपाल राष्ट्रिय फुटबल टीम) – zespół piłkarski, grający pod egidą Nepalskiego Związku Piłki Nożnej (All Nepal Football Association) i biorący udział w imieniu Nepalu w meczach i sportowych imprezach międzynarodowych, powoływany przez selekcjonera, w którym mogą występować wyłącznie zawodnicy posiadający obywatelstwo nepalskie.
Swój pierwszy, inauguracyjny mecz drużyna narodowa Nepalu rozegrała z Chinami przegrywając 2:6. Swoje największe zwycięstwo Nepal odnotował w roku 1999 gromiąc drużynę Bhutanu 7:0. Zespół nigdy w swojej historii nie awansował do Pucharu Azji, ani do finałów Mistrzostw Świata.
Obecnym selekcjonerem kadry Nepalu jest Kuwejtczyk Abdullah Almutairi.

## Udział wMistrzostwach Świata
- 1930 – 1970 – Nie brał udziału (nie był członkiem FIFA)
- 1974 – 1982 – Nie brał udziału
- 1986 – 1990 – Nie zakwalifikował się
- 1994 – Nie brał udziału
- 1998 – 2002 – Nie zakwalifikował się
- 2006 – Wycofał się z kwalifikacji
- 2010 – 2022 – Nie zakwalifikował się

## Udział wPucharze Azji
- 1956 – 1980 – Nie brał udziału
- 1984 – 1988 – Nie zakwalifikował się
- 1992 – Nie brał udziału
- 1996 – 2004 – Nie zakwalifikował się
- 2007 – 2011 – Nie brał udziału
- 2015-2023 – Nie zakwalifikował się